# Teucholabis (Teucholabis) susainathani
Teucholabis (Teucholabis) susainathani is een tweevleugelige uit de familie steltmuggen (Limoniidae). De soort komt voor in het Oriëntaals gebied.